# Taça dos Campeões Europeus de Hóquei em Patins de 1967-1968
A Taça dos Campeões Europeus de Hóquei em Patins de 1968 foi a 3.ª edição da Taça dos Campeões.

## Equipas participantes
| País               | Clube          | Classificação                              | Par. |
| ------------------ | -------------- | ------------------------------------------ | ---- |
| Alemanha Ocidental | VfL Hüls       | Campeão da Liga Alemã-Ocidental de 1966/67 | 1    |
| Espanha            | Reus Deportiu  | Campeão Europeu de 1966/67                 | 2    |
| Espanha            | CH Mataró      | Vencedor da Taça Generalíssimo de 1966/67  | 1    |
| França             | Gujan-Mestras  | Campeão da Liga Francesa de 1966/67        | 2    |
| Itália             | U.S. Triestina | Campeão da Liga Italiana de 1966/67        | 1    |
| Países Baixos      | RHC Residentie | Campeão da Liga Neerlandesa de 1966/67     | 1    |
| Portugal           | SL Benfica     | Campeão da Liga Portuguesa de 1967         | 1    |

## Jogos

### Esquema
|  | Quartas de final | Quartas de final | Quartas de final | Quartas de final |               |                | Semifinais | Semifinais | Semifinais |  |           | Final | Final | Final |
|  |                  |                  |                  |                  |               |                |            |            |            |  |           |       |       |       |
|  | 1                | Triestina        | 5                | 2                |               |                |            |            |            |  |           |       |       |       |
|  | 8                | Gujan-Mestras    | 0                | 1                |               |                |            |            |            |  |           |       |       |       |
|  | 8                | Gujan-Mestras    | 0                | 1                |               | U.S. Triestina | 6          | 3          |            |  |           |       |       |       |
|  |                  |                  |                  |                  |               | U.S. Triestina | 6          | 3          |            |  |           |       |       |       |
|  |                  | Residentie       | 0                | 2                |               |                |            |            |            |  |           |       |       |       |
|  | 4                | Residentie       | 0                | 2                | Huls          | 2              | 2          |            |            |  |           |       |       |       |
|  | 4                |                  |                  |                  | Huls          | 2              | 2          |            |            |  |           |       |       |       |
|  | 4                | Residentie       | 8                | 11               |               |                |            |            |            |  |           |       |       |       |
|  | 4                | Residentie       | 8                | 11               |               |                |            |            |            |  | Triestina | 0     | 2     |       |
|  |                  |                  |                  |                  |               |                |            |            |            |  | Triestina | 0     | 2     |       |
|  |                  | Réus Deportiu    | 2                | 6                |               |                |            |            |            |  |           |       |       |       |
|  | 3                | Réus Deportiu    | 2                | 6                | Réus Deportiu |                |            |            |            |  |           |       |       |       |
|  | 3                |                  |                  |                  | Réus Deportiu |                |            |            |            |  |           |       |       |       |
|  | 6                |                  |                  |                  |               |                |            |            |            |  |           |       |       |       |
|  |                  | Réus Deportiu    | 3                | 0                |               |                |            |            |            |  |           |       |       |       |
|  |                  |                  |                  |                  |               |                |            |            |            |  |           |       |       |       |
|  |                  | Mataró           | 1                | 1                |               |                |            |            |            |  |           |       |       |       |
|  | 2                | Mataró           | 1                | 1                | SL Benfica    | 4              | 1          |            |            |  |           |       |       |       |
|  | 2                |                  |                  |                  | SL Benfica    | 4              | 1          |            |            |  |           |       |       |       |
|  | 7                | Mataró           | 3                | 3                |               |                |            |            |            |  |           |       |       |       |
|  | 7                | Mataró           | 3                | 3                |               |                |            |            |            |  |           |       |       |       |

### Quartos-de-final
| Equipa 1              | Total | Equipa 2      | 1.ª Mão | 2.ª Mão |
| --------------------- | ----- | ------------- | ------- | ------- |
| U.S. Triestina        | 7-1   | Gujan-Mestras | 5-0     | 2-1     |
| Huls                  | 4-19  | Residentie    | 2-8     | 2-11    |
| SL Benfica            | 5-6   | CH Mataró     | 4-3     | 1-3     |
| Isento: Reus Deportiu |       |               |         |         |

### Meias-finais
| Equipa 1       | Total | Equipa 2   | 1.ª Mão | 2.ª Mão |
| -------------- | ----- | ---------- | ------- | ------- |
| U.S. Triestina | 9-2   | Residentie | 6-0     | 3-2     |
| Reus Deportiu  | 3-2   | CH Mataró  | 3-1     | 0-1     |

### Final
| Equipa 1       | Total | Equipa 2      | 1.ª Mão | 2.ª Mão |
| -------------- | ----- | ------------- | ------- | ------- |
| U.S. Triestina | 2-8   | Reus Deportiu | 0-2     | 2-6     |

| Campeão Europeu 1968       |
| -------------------------- |
|                            |
| RÉUS DEPORTIU (2.º título) |

### Internacional
- Ligações para todos os sítios de hóquei
- Mundook- Sítio com notícias de todo o mundo do hóquei
- Hoqueipatins.com - Sítio com todos os resultados de Hóquei em Patins